# Tribute (singel)
Tribute – pierwszy singel zespołu Tenacious D z jego debiutanckiej płyty Tenacious D, wydany w 2002 roku.

## Piosenka
Piosenka jest hołdem (tribute) dla najlepszej piosenki na świecie. Utwór opisuje historię, która miała przytrafić się, gdy Kyle Gass i Jack Black (członkowie zespołu) podróżowali po świecie z gitarą.
Pewnego dnia na środku drogi pojawił się demon. Miał ich puścić, tylko wtedy, gdy zagrają najlepszą piosenkę na świecie („The Best Song in the World”). Na muzykach zrobiło to duże wrażenie, lecz postanowili podjąć wyzwanie. Jak mówi piosenka zagrali pierwszą rzecz, która przyszła im do głowy. Całkowitym zbiegiem okoliczności była to najlepsza piosenka na świecie. Oszołomiony demon zaczął wątpić, czy dwaj wędrowcy są ludźmi czy aniołami. Niedługo potem bestia znika – wcześniej jednak gra krótką solówkę na gitarze elektrycznej.
Popularność piosenki przypisywana jest głównie charyzmatycznemu Jackowi Blackowi, jednak w Polsce stacje muzyczne puszczały teledysk do piosenki razem z umieszczonymi na dole napisami po polsku, przez co większa część odbiorców mogła poznać absurdalne poczucie humoru dominujące w tekście, co także przyczyniło się do popularności kawałka.

## Teledysk
W teledysku przedstawiona jest alternatywna historia nagrywania piosenki. Black i Gass wybierają się w tym celu do automatu karaoke w centrum handlowym. Ujęcia z kabiny przeplatają się z wspomnieniami historii na drodze. Po nagraniu części piosenki muzycy wychodzą z kabiny i śpiewają wśród przechodniów. Wkrótce zatrzymuje ich policja, zaś gotowe nagranie, które zostało wydane przez automat, zabiera jedna z przechodzących kobiet (aktorka Linda Porter).
Odtwórcami głównych ról są członkowie zespołu: Kyle Gass, Jack Black, w rolę demona wcielił się Dave Grohl z zespołu Foo Fighters. W wideoklipie występuje również Jason Reed jako policjant, a na krótką chwilę w kadrze pojawiają się Ben Stiller (jako przechodzień zaczepiony przez Blacka) i Liam Lynch – reżyser klipu (także jako przechodzień).

## Inne nagrania
Polski zespół heavymetalowy Nocny Kochanek nagrał polską wersję piosenki w 2018, „Tribjut”. Fabuła teledysku przedstawia dwóch członków zespołu chodzących wieczorem po ulicach Warszawy. Spotykają oni diabła leżącego na ziemi (granego przez Michała Wójcika) i decydują się razem iść napić. Ostatecznie na końcu teledysku traci on przytomność po spożyciu dużej ilości alkoholu.